# French Open-mesterskabet i damedouble 2015
French Open-mesterskabet i damedouble 2015 var den 98. damedoubleturnering ved French Open i tennis.
Mesterskabet blev vundet af det 7.-seedede par bestående af Bethanie Mattek-Sands fra USA og Lucie Šafářová fra Tjekkiet, som i finalen besejrede 12.-seedede Casey Dellacqua fra Australien og Jaroslava Sjvedova fra Kasakhstan med 3-6, 6-4, 6-2. Dermed vandt Bethanie Mattek-Sands sin anden titel ved dette mesterskab, eftersom hun tre dage tidligere også havde sejret i finalen i mixed double-mesterskabet tre dage tidligere, og det var hende fjerde grand slam-titel i alt i karrieren. For Lucie Šafářová var triumfen den anden grand slam-titel i karrieren. Den første havde hun også vundet i damedouble sammen med Mattek-Sands fire måneder tidligere ved Australian Open 2015, og det amerikansk-tjekkiske par havde dermed vundet to grand slam-turneringer i træk i damedouble.

## Hovedturnering

### Spillere
Turneringen havde deltagelse af 64 par. Heraf havde 57 par kvalificeret sig i kraft af deres ranglisteplacering pr. [[]] 2015, mens de sidste syv par havde modtaget et wildcard (WC).

### Resultater

#### Kvartfinaler, semifinaler og finale
| Martina Hingis |
| Sania Mirza    |

| B. Mattek-Sands |
| Lucie Šafářová  |

| B. Mattek-Sands |
| Lucie Šafářová  |

| Hsieh Su-Wei    |
| Flavia Pennetta |

| Andrea Hlaváčková |
| Lucie Hradecká    |

| Andrea Hlaváčková |
| Lucie Hradecká    |

| B. Mattek-Sands |
| Lucie Šafářová  |

| Casey Dellacqua    |
| Jaroslava Sjvedova |

| Casey Dellacqua    |
| Jaroslava Sjvedova |

| Michaëlla Krajicek |
| Barbora Strýcová   |

| Casey Dellacqua    |
| Jaroslava Sjvedova |

| S. Soler Espinosa |
| M.T. Torró Flor   |

| J. Makarova    |
| Jelena Vesnina |

| J. Makarova    |
| Jelena Vesnina |

#### Første, anden og tredje runde
| Martina Hingis |
| Sania Mirza    |

| Julia Görges       |
| Barbora Krejčíková |

| Martina Hingis |
| Sania Mirza    |

| Elena Bogdan       |
| Vladimíra Uhlířová |

| Stéphanie Foretz |
| Amandine Hesse   |

| Stéphanie Foretz |
| Amandine Hesse   |

| Martina Hingis |
| Sania Mirza    |

| Petra Martić    |
| Coco Vandeweghe |

| Karin Knapp   |
| Roberta Vinci |

| A. Grönefeld      |
| Aleksandra Panova |

| A. Grönefeld      |
| Aleksandra Panova |

| Alizé Lim    |
| Laura Thorpe |

| Karin Knapp   |
| Roberta Vinci |

| Karin Knapp   |
| Roberta Vinci |

| Alla Kudrjavtseva |
| A. Pavljutjenkova |

| Sabine Lisicki  |
| Andrea Petkovic |

| Alla Kudrjavtseva |
| A. Pavljutjenkova |

| Monica Puig   |
| Shelby Rogers |

| Belinda Bencic     |
| Kateřina Siniaková |

| Belinda Bencic     |
| Kateřina Siniaková |

| Belinda Bencic     |
| Kateřina Siniaková |

| Varvara Lepchenko |
| Zheng Saisai      |

| B. Mattek-Sands |
| Lucie Šafářová  |

| Christina McHale |
| Kurumi Nara      |

| Varvara Lepchenko |
| Zheng Saisai      |

| Irina Ramialison  |
| Constance Sibille |

| B. Mattek-Sands |
| Lucie Šafářová  |

| B. Mattek-Sands |
| Lucie Šafářová  |

| Hsieh Su-Wei    |
| Flavia Pennetta |

| C. de Bernardi |
| Sherazad Reix  |

| Hsieh Su-Wei    |
| Flavia Pennetta |

| Madison Brengle |
| Tatjana Maria   |

| Madison Brengle |
| Tatjana Maria   |

| Jelena Janković |
| M. Lučić-Baroni |

| Hsieh Su-Wei    |
| Flavia Pennetta |

| Jarmila Gajdošová |
| Ajla Tomljanović  |

| Janette Husárová |
| Paula Kania      |

| Karolína Plíšková |
| Kristýna Plíšková |

| Karolína Plíšková |
| Kristýna Plíšková |

| Janette Husárová |
| Paula Kania      |

| Janette Husárová |
| Paula Kania      |

| K. Jans-Ignacik |
| Andreja Klepač  |

| Andrea Hlaváčková |
| Lucie Hradecká    |

| Vera Dusjevina      |
| M. Martínez Sánchez |

| Andrea Hlaváčková |
| Lucie Hradecká    |

| Timea Bacsinszky |
| Chuang Chia-Jung |

| Timea Bacsinszky |
| Chuang Chia-Jung |

| Monica Nicolescu  |
| A. Parra Santonja |

| Andrea Hlaváčková |
| Lucie Hradecká    |

| Chan Hao-Ching   |
| Medina Garrigues |

| Chan Hao-Ching   |
| Medina Garrigues |

| Aleksandra Krunić |
| Lesia Tsurenko    |

| Chan Hao-Ching   |
| Medina Garrigues |

| Y. Bonaventure   |
| A.K. Schmiedlová |

| Y. Bonaventure   |
| A.K. Schmiedlová |

| Raquel Kops-Jones |
| Abigail Spears    |

| Caroline Garcia    |
| Katarina Srebotnik |

| Bojana Jovanovski |
| Liang Chen        |

| Caroline Garcia    |
| Katarina Srebotnik |

| Lara Arruabarrena  |
| Irina-Camelia Begu |

| Lara Arruabarrena  |
| Irina-Camelia Begu |

| Manon Arcangioli |
| Chloé Paquet     |

| Caroline Garcia    |
| Katarina Srebotnik |

| Shuko Aoyama    |
| Renata Voráčová |

| Casey Dellacqua    |
| Jaroslava Sjvedova |

| Alizé Cornet  |
| Magda Linette |

| Alizé Cornet  |
| Magda Linette |

| Chan Chin-Wei |
| Lauren Davis  |

| Casey Dellacqua    |
| Jaroslava Sjvedova |

| Casey Dellacqua    |
| Jaroslava Sjvedova |

| Michaëlla Krajicek |
| Barbora Strýcová   |

| Julie Coin         |
| Pauline Parmentier |

| Michaëlla Krajicek |
| Barbora Strýcová   |

| Denisa Allertová |
| Petra Cetkovská  |

| K. Date-Krumm |
| F. Schiavone  |

| K. Date-Krumm |
| F. Schiavone  |

| Michaëlla Krajicek |
| Barbora Strýcová   |

| O. Kalasjnikova    |
| Tsvetana Pironkova |

| D. Hantuchová   |
| Samantha Stosur |

| D. Hantuchová   |
| Samantha Stosur |

| D. Hantuchová   |
| Samantha Stosur |

| Marina Erakovic |
| Heather Watson  |

| Tímea Babos         |
| Kristina Mladenovic |

| Tímea Babos         |
| Kristina Mladenovic |

| Garbiñe Muguruza  |
| C. Suárez Navarro |

| S. Soler Espinosa |
| M.T. Torró Flor   |

| S. Soler Espinosa |
| M.T. Torró Flor   |

| Alexandra Dulgheru |
| M. Rybáriková      |

| Alexandra Dulgheru |
| M. Rybáriková      |

| Mona Barthel  |
| Mandy Minella |

| S. Soler Espinosa |
| M.T. Torró Flor   |

| Klára Koukalová |
| Tereza Smitková |

| Chan Yung-Jan |
| Zheng Jie     |

| Annika Beck  |
| Shahar Pe'er |

| Annika Beck  |
| Shahar Pe'er |

| Gabriela Dabrowski |
| Alicja Rosolska    |

| Chan Yung-Jan |
| Zheng Jie     |

| Chan Yung-Jan |
| Zheng Jie     |

| An. Rodionova   |
| Arina Rodionova |

| Darija Jurak |
| Alison Riske |

| An. Rodionova   |
| Arina Rodionova |

| Zarina Dijas |
| Xu Yifan     |

| Zarina Dijas |
| Xu Yifan     |

| Nadiia Kichenok |
| Raluca Olaru    |

| An. Rodionova   |
| Arina Rodionova |

| Kiki Bertens    |
| Johanna Larsson |

| J. Makarova    |
| Jelena Vesnina |

| Ljudmyla Kitjenok |
| Olga Savtjuk      |

| Ljudmyla Kitjenok |
| Olga Savtjuk      |

| M. Johansson     |
| Virginie Razzano |

| J. Makarova    |
| Jelena Vesnina |

| J. Makarova    |
| Jelena Vesnina |